# Morgengabe
Morgengabe (niem. "dar poranny"), też Morgengeld – występujący w społecznościach germańskich zwyczaj polegający na tym, że mężczyzna po spędzeniu nocy poślubnej składał swej żonie podarunek stanowiący dla niej "rekompensatę" za utracone dziewictwo. W przypadku niezadowolenia z nocy poślubnej nie składał go wcale.
Podarunek taki, w wysokości 12 000 dukatów w złocie, otrzymała m.in. cesarzowa austriacka Elżbieta, zw. Sissi.